# Laboissière-en-Thelle
Laboissière-en-Thelle est une commune française située dans le département de l'Oise en région Hauts-de-France.

## Géographie

### Description
Située au bord et du plateau de Thelle, Laboissière est un gros village périurbain juché au-dessus de la boutonnière du Pays de Bray et situé à 6 km à vol d'oiseau au nord de Méru, 20 km à l'est de Chaumont-en-Vexin, 16 km au sud de Beauvais et 5 km au sud-ouest de Noailles .
Les routes menant sur le plateau font partie des plus pentues du département de l'Oise et font le bonheur (ou le malheur) des cyclistes.

### Communes limitrophes
Les communes limitrophes sont  Andeville, Corbeil-Cerf, La Drenne, Le Coudray-sur-Thelle, Mortefontaine-en-Thelle, Méru, Noailles, Sainte-Geneviève et Silly-Tillard.
| Le Coudray-sur-Thelle | Silly-Tillard         | Noailles                |
| Le Déluge             | Laboissière-en-Thelle | Sainte-Geneviève        |
| Corbeil-Cerf          | Méru, Andeville       | Mortefontaine-en-Thelle |

### Paysages
La commune se caractérise par un sol calcaire, de forts dénivelés sur le territoire de la commune (110 m), de nombreuses surfaces boisées (hêtres, chênes, merisiers, pins Williams) en cours de réduction pour usage agricole. Dans certains secteurs, on peut voir des paysages faisant penser aux Vosges ou à la Forêt-Noire.

### Hydrographie
La commune est située dans le bassin Seine-Normandie. Elle n'est drainée par aucun cours d'eau,.

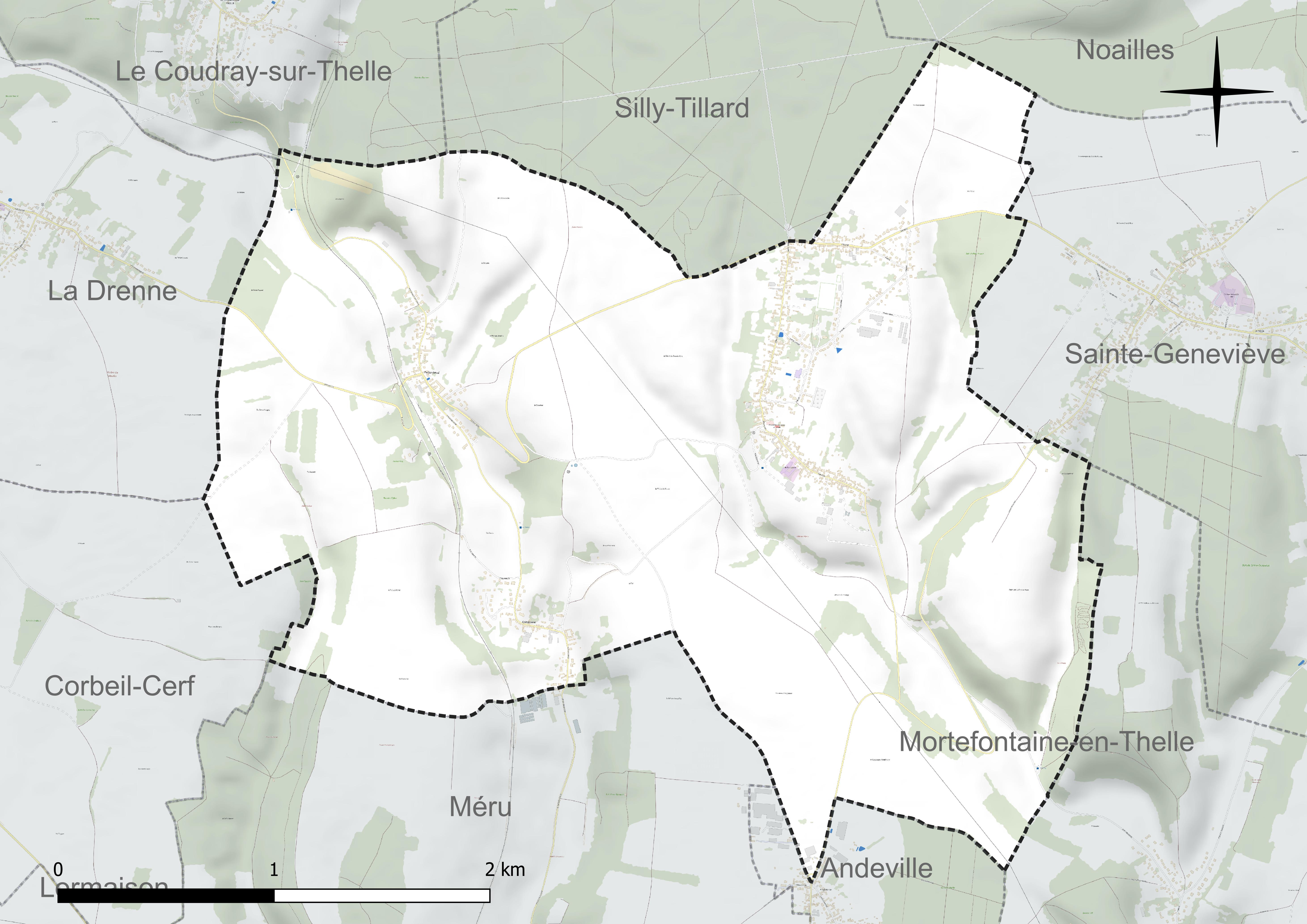
Réseau hydrographique de Laboissière-en-Thelle.

### Climat
Pour des articles plus généraux, voir Climat des Hauts-de-France et Climat de l'Oise.
En 2010, le climat de la commune est de type climat océanique dégradé des plaines du Centre et du Nord, selon une étude du CNRS s'appuyant sur une série de données couvrant la période 1971-2000. En 2020, Météo-France publie une typologie des climats de la France métropolitaine dans laquelle la commune est exposée à un climat océanique et est dans la région climatique Sud-ouest du bassin Parisien, caractérisée par une faible pluviométrie, notamment au printemps (120 à 150 mm) et un hiver froid (3,5 °C).
Pour la période 1971-2000, la température annuelle moyenne est de 10,2 °C, avec une amplitude thermique annuelle de 14,5 °C. Le cumul annuel moyen de précipitations est de 779 mm, avec 11,8 jours de précipitations en janvier et 8,4 jours en juillet. Pour la période 1991-2020, la température moyenne annuelle observée sur la station météorologique la plus proche, située sur la commune de Jaméricourt à 20 km à vol d'oiseau, est de 11,0 °C et le cumul annuel moyen de précipitations est de 695,7 mm,. Pour l'avenir, les paramètres climatiques de la commune estimés pour 2050 selon différents scénarios d'émission de gaz à effet de serre sont consultables sur un site dédié publié par Météo-France en novembre 2022.

## Urbanisme

### Typologie
Au 1er janvier 2024, Laboissière-en-Thelle est catégorisée commune rurale à habitat dispersé, selon la nouvelle grille communale de densité à sept niveaux définie par l'Insee en 2022.
Elle est située hors unité urbaine. Par ailleurs la commune fait partie de l'aire d'attraction de Paris, dont elle est une commune de la couronne,.

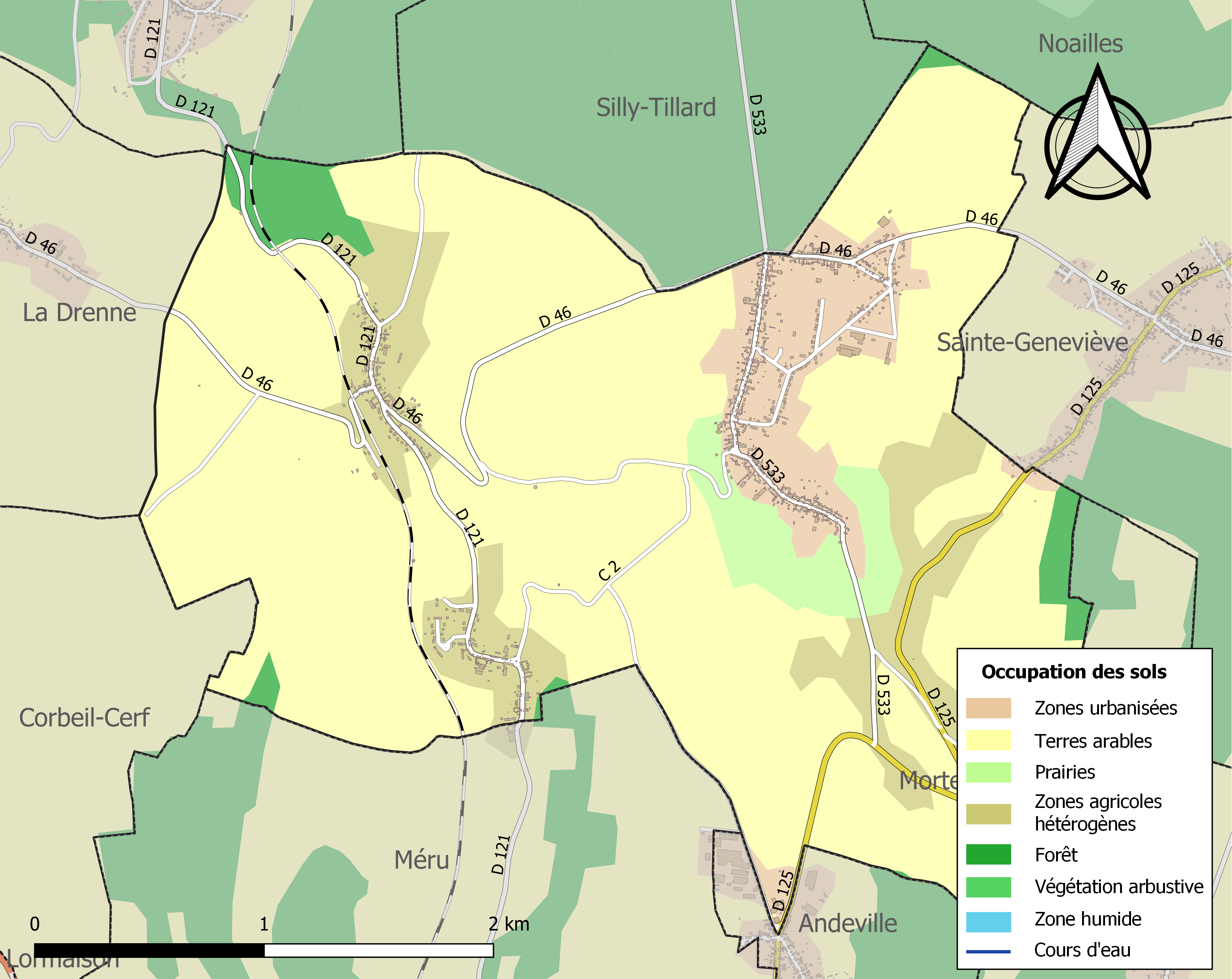
Carte des infrastructures et de l'occupation des sols de la commune en 2018 (CLC).

### Morphologie urbaine
Commune rurale, elle souffre comme de nombreuses communes de l'Oise de poussée anarchique de lotissements.

### Lieux-dits, hameaux et écarts
La commune même de Laboissière-en-Thelle est constituée de trois parties : le village du même nom et les deux hameaux de Parfondeval et Crèvecœur.

### Habitat et logement
En 2020, le nombre total de logements dans la commune était de 520, alors qu'il était de 491 en 2015 et de 469 en 2010.
Parmi ces logements, 92,2 % étaient des résidences principales, 2,9 % des résidences secondaires et 4,9 % des logements vacants. Ces logements étaient pour 96,7 % d'entre eux des maisons individuelles et pour 2,2 % des appartements.
Le tableau ci-dessous présente la typologie des logements à Laboissière-en-Thelle en 2020 en comparaison avec celle de l'Oise et de la France entière. Une caractéristique marquante du parc de logements est ainsi une proportion de résidences secondaires et logements occasionnels (2,9 %) supérieure à celle du département (2,4 %) mais inférieure à celle de la France entière (9,7 %). Concernant le statut d'occupation de ces logements, 86,4 % des habitants de la commune sont propriétaires de leur logement (90,5 % en 2015), contre 61,4 % pour l'Oise et 57,5 pour la France entière.
| Typologie                                               | Laboissière-en-Thelle | Oise | France entière |
| ------------------------------------------------------- | --------------------- | ---- | -------------- |
| Résidences principales (en %)                           | 92,2                  | 90,5 | 82,1           |
| Résidences secondaires et logements occasionnels (en %) | 2,9                   | 2,4  | 9,7            |
| Logements vacants (en %)                                | 4,9                   | 7,1  | 8,2            |

### Voies de communication et transports

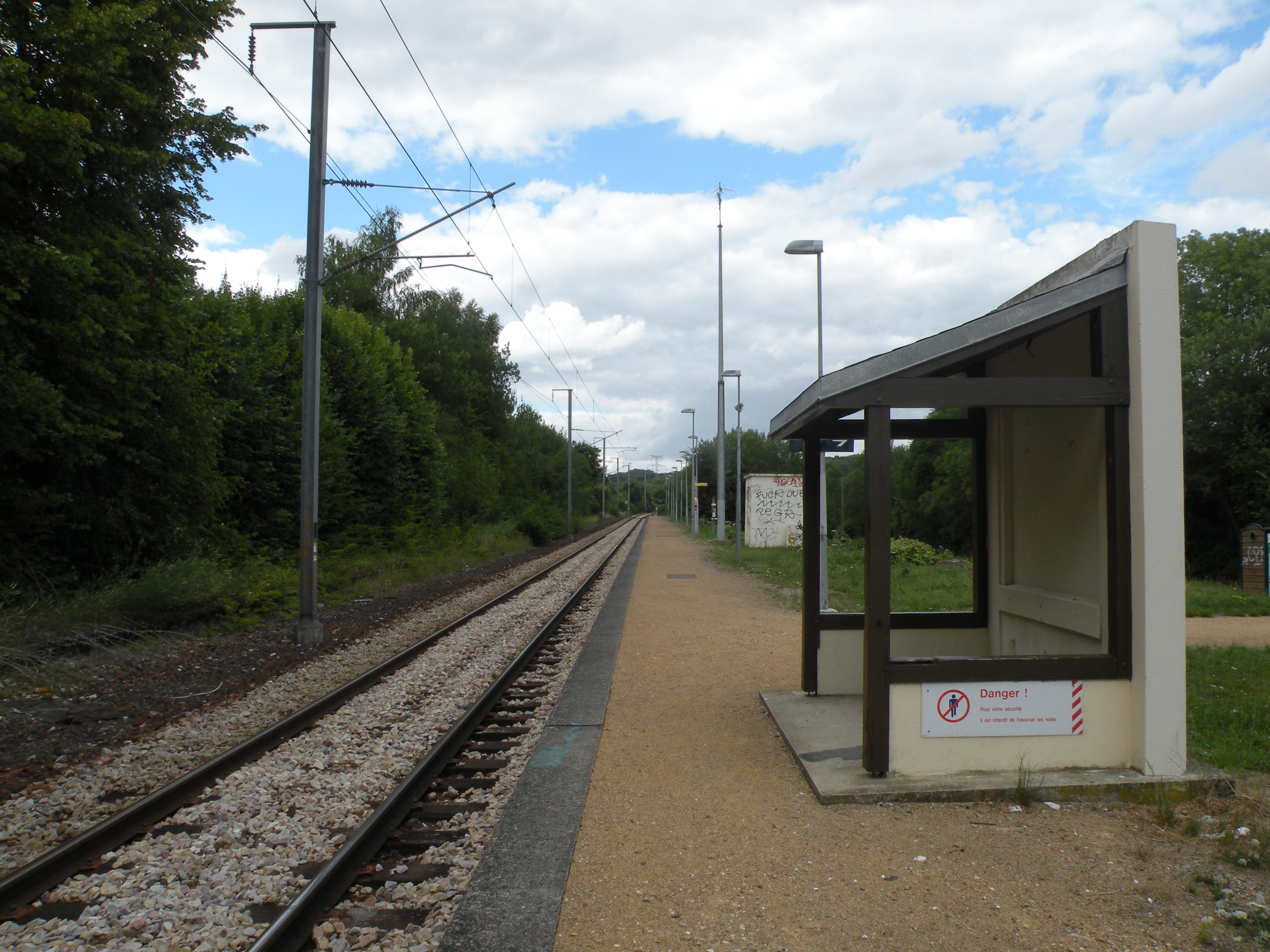
Le quai de la halte ferroviaire.

La commune est principalement desservie par la RD 46 qui la relie notamment à Sainte-Geneviève où elle se connecte à l'ancienne route nationale 106 (actuelle RD 1001). Elle est également aisément accessible depuis l'autoroute A16.
La gare de Laboissière - Le Déluge, située au hameau de Parfondeval, est desservie par des trains TER Hauts-de-France de la ligne C17 circulant entre les gares de Beauvais et de Paris-Nord. En 2018, selon la SNCF, la halte a accueilli 25 292 voyageurs, contre 23 832 l'année précédente
La commune est desservie, en 2023, par les lignes 621, 622, 6108, 6121, 6131, 6141, 6144 et 6202 du réseau interurbain de l'Oise.

## Toponymie
Le nom de la localité est attesté sous les formes de Busseria (vers 1145) ; Buxeria (1152) ; Adam de buxeria (1152) ; Theobaldo de buxeria (1169) ; Buxena (1183) ; de Buxerii (1183) ; la Boissiere (1190) ; Boisseria (1200) ; Boxeria (1210) ; de buisseria (XIIIe) ; Bessiere (1460) ; Laboissière (1840) ; Laboissière-en-Thelle (1942).
De l'oïl boissière, bouissière, buissière « lieu planté de buis ».
Le pays de Thelle est une région naturelle de France comprise dans le département de l'Oise.

## Histoire

### Antiquité
Occupation ancienne (remontant à la Gaule romaine), le village a diminué sensiblement de population lors de la première moitié du XXe siècle. La population a depuis doublé entre 1950 et aujourd'hui.

### Époque contemporaine

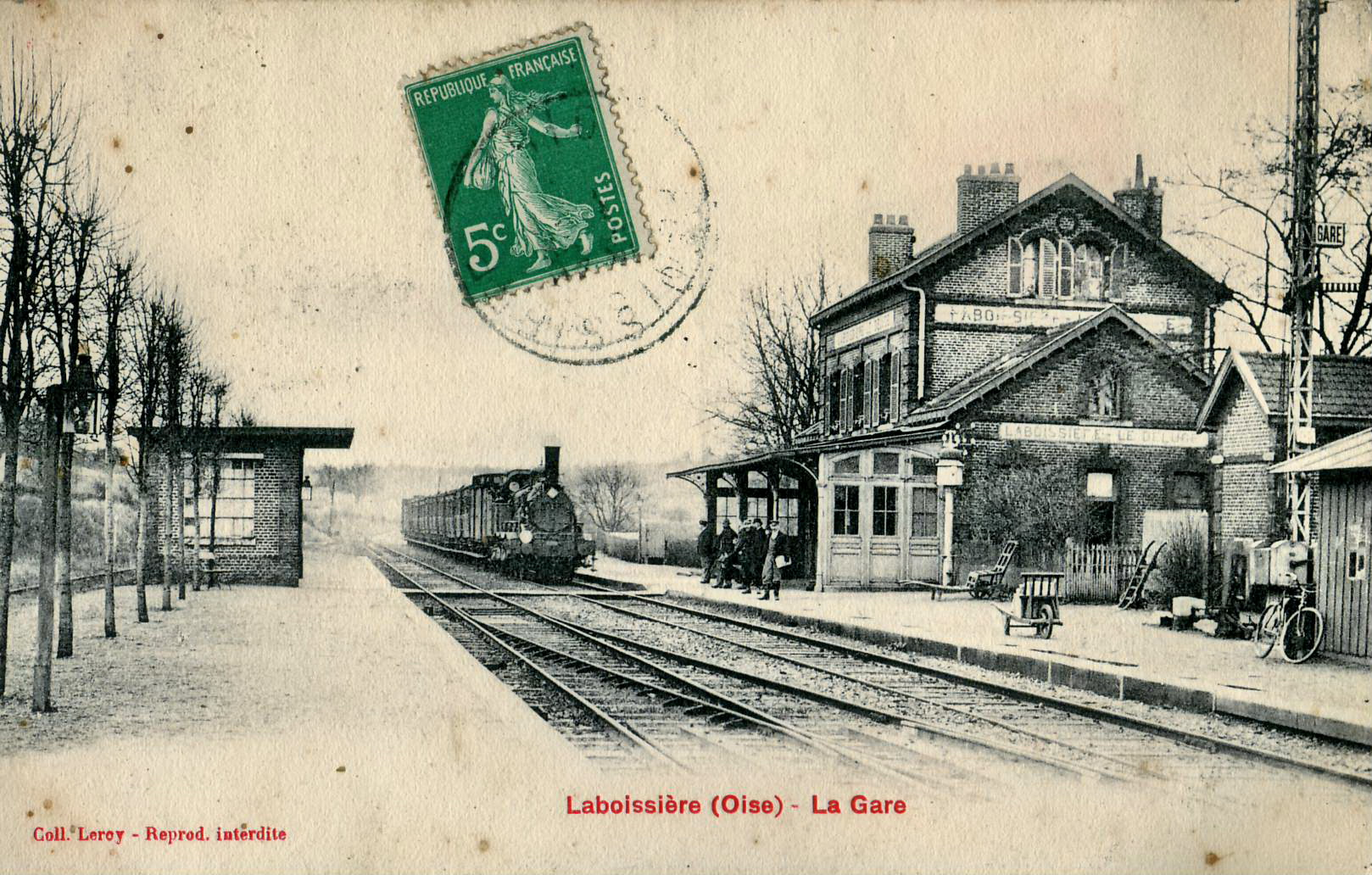
La gare de Laboissière, dans les premières années du XXe siècle.

La commune dispose depuis 1876 de la gare de Laboissière - Le Déluge sur la ligne Paris-Nord - Beauvais. La gare] a accueilli le 25 décembre 1940 un train affrété spécialement pour Adolf Hitler et Otto Abetz qui devaient rencontrer François Darlan et Paul Stehlin.
Lors de la Seconde Guerre mondiale, Hermann Göring avait son QG dans le village voisin du Coudray-en-Thelle ; Laboissière-en-Thelle était alors transformée en garnison pour environ un millier de soldats allemands.
La maison servant de QG a été rasée et les rares bunkers complètement fouillés par des générations de visiteurs locaux ou extérieurs… le trésor de Göring n'y était pas…

## Politique et administration

### Rattachements administratifs et électoraux
La commune se trouve dans l'arrondissement de Beauvais du département de l'Oise. Pour l'élection des députés, elle fait partie de la deuxième circonscription de l'Oise.
Elle faisait partie depuis 1801 du canton de Noailles. Dans le cadre du redécoupage cantonal de 2014 en France, la commune fait désormais partie du canton de Chaumont-en-Vexin.

### Intercommunalité
La commune faisait partie de la Communauté de communes du pays de Thelle, créée en 1996.
Dans le cadre des dispositions de la loi portant nouvelle organisation territoriale de la République (Loi NOTRe) du 7 août 2015, qui prévoit que les établissements publics de coopération intercommunale (EPCI) à fiscalité propre doivent avoir un minimum de 15 000 habitants, le préfet de l'Oise a publié en octobre 2015 un projet de nouveau schéma départemental de coopération intercommunale, qui prévoit la fusion de plusieurs intercommunalités, et en particulier  de la communauté de communes du Pays de Thelle et de la communauté de communes la Ruraloise, formant ainsi une intercommunalité de 42 communes et de 59 626 habitants,. Cela aboutit à la création le 1er janvier 2017 de la communauté de communes Thelloise dont la commune a été membre deux ans.
En effet, la commune, qui avait émis ce souhait dès 2011, obtient de rejoindre le 1er janvier 2019, la communauté de communes des Sablons, dont elle est désormais membre.

### Liste des maires
| Période                                  | Période                   | Identité            | Étiquette | Qualité                                        |
| ---------------------------------------- | ------------------------- | ------------------- | --------- | ---------------------------------------------- |
| Les données manquantes sont à compléter. |                           |                     |           |                                                |
| mars 1977                                | 2001                      | Jean Vigneron       | DVD       |                                                |
| mars 2001                                | 2003                      | Alain Hénocq        | DVD       | Mort en fonction                               |
| 12 septembre 2003                        | En cours (au 6 juin 2023) | Jean-Jacques Thomas | DVD       | Cadre retraité Réélu pour le mandat 2014-2020, |

## Équipements et services publics
La mairie est totalement reconstruite à partir de 2016, en conservant les façades extérieures afin de préserver l'ambiance de la place du village. Au rez-de-chaussée est également aménagée une agence postale communale. Le chantier devrait durer au moins deux ans.
Une boutique automatique « boxy » aménagée dans un ancien conteneur maritime constituait le seul commerce de proximité lorsqu'elle a été mise en place en juillet 2022. Vandalisée à plusieurs reprises, elle a été enlevée dès janvier 2023

### Enseignement
Une école Steiner existait, depuis au moins 1968, à Laboissière-en-Thelle. Cette école a fermé ses portes en 2001, remplacée depuis fin 2006 par les éditions Triades.
L'école fut située d'abord dans le village près de la place de l'église, un nouveau bâtiment fut construit en 1968, sur la route menant à Sainte-Geneviève, lors de la pose de la première pierre un polyèdre en cuivre contenant des textes fut enfoui dans les fondations. Ce polyèdre a été enlevé à la fermeture de l'école en 2001.
En 2016, la commune dispose d'un groupe scolaire public de deux classes de maternelle, et quatre primaires comprenant une cantine et un pôle périscolaire.

### Postes et télécommunications
Une agence postale communale est implantée en mairie.

## Population et société

### Démographie

#### Évolution démographique
L'évolution du nombre d'habitants est connue à travers les recensements de la population effectués dans la commune depuis 1793. Pour les communes de moins de 10 000 habitants, une enquête de recensement portant sur toute la population est réalisée tous les cinq ans, les populations de référence des années intermédiaires étant quant à elles estimées par interpolation ou extrapolation. Pour la commune, le premier recensement exhaustif entrant dans le cadre du nouveau dispositif a été réalisé en 2007.

En 2022, la commune comptait 1 330 habitants, en stagnation par rapport à 2016 (Oise : +0,87 %, France hors Mayotte : +2,11 %).
| 1793 | 1800 | 1806 | 1821 | 1831 | 1836 | 1841 | 1846 | 1851 |
| ---- | ---- | ---- | ---- | ---- | ---- | ---- | ---- | ---- |
| 655  | 780  | 815  | 787  | 806  | 835  | 902  | 862  | 805  |

| 1856 | 1861 | 1866 | 1872 | 1876 | 1881 | 1886 | 1891 | 1896 |
| ---- | ---- | ---- | ---- | ---- | ---- | ---- | ---- | ---- |
| 800  | 797  | 836  | 831  | 912  | 966  | 872  | 867  | 865  |

| 1901 | 1906 | 1911 | 1921 | 1926 | 1931 | 1936 | 1946 | 1954 |
| ---- | ---- | ---- | ---- | ---- | ---- | ---- | ---- | ---- |
| 856  | 859  | 794  | 730  | 737  | 737  | 677  | 578  | 611  |

| 1962 | 1968 | 1975 | 1982 | 1990  | 1999  | 2006  | 2007  | 2012  |
| ---- | ---- | ---- | ---- | ----- | ----- | ----- | ----- | ----- |
| 552  | 588  | 627  | 730  | 1 103 | 1 257 | 1 262 | 1 263 | 1 282 |

| 2017  | 2022  | - | - | - | - | - | - | - |
| ----- | ----- | - | - | - | - | - | - | - |
| 1 347 | 1 330 | - | - | - | - | - | - | - |

#### Pyramide des âges
La population de la commune est relativement jeune.
En 2018, le taux de personnes d'un âge inférieur à 30 ans s'élève à 33,9 %, soit en dessous de la moyenne départementale (37,3 %). À l'inverse, le taux de personnes d'âge supérieur à 60 ans est de 23,7 % la même année, alors qu'il est de 22,8 % au niveau départemental.
En 2018, la commune comptait 654 hommes pour 693 femmes, soit un taux de 51,45 % de femmes, légèrement supérieur au taux départemental (51,11 %).
Les pyramides des âges de la commune et du département s'établissent comme suit.
| Hommes | Classe d’âge | Femmes |
| ------ | ------------ | ------ |
| 0,6    | 90 ou +      | 4,0    |
| 4,2    | 75-89 ans    | 7,1    |
| 15,3   | 60-74 ans    | 15,9   |
| 26,6   | 45-59 ans    | 23,3   |
| 18,6   | 30-44 ans    | 16,5   |
| 15,2   | 15-29 ans    | 14,5   |
| 19,5   | 0-14 ans     | 18,6   |

| Hommes | Classe d’âge | Femmes |
| ------ | ------------ | ------ |
| 0,5    | 90 ou +      | 1,4    |
| 5,5    | 75-89 ans    | 7,6    |
| 15,6   | 60-74 ans    | 16,3   |
| 20,8   | 45-59 ans    | 20     |
| 19,4   | 30-44 ans    | 19,4   |
| 17,6   | 15-29 ans    | 16,2   |
| 20,6   | 0-14 ans     | 19,1   |

### Manifestations culturelles et festivités
Un salon de peinture se tient un week-end au printemps, dont la 12e édition a eu lieu  le 30 avril et le 1er mai 2016.

## Culture locale et patrimoine

### Lieux et monuments

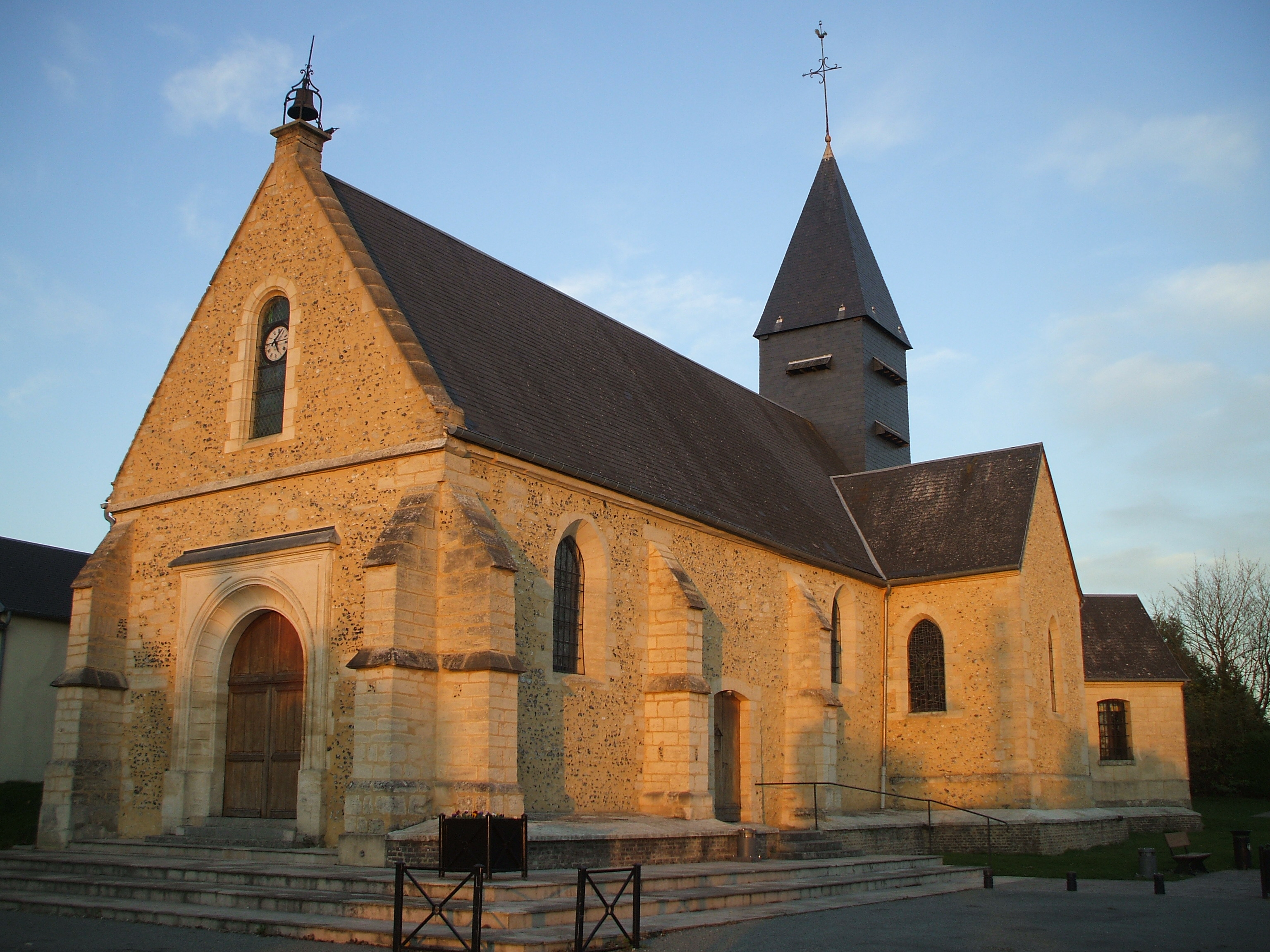
Église Saint-Denis.

Laboissière-en-Thelle ne compte aucun monument historique classé ou inscrit sur son territoire. On peut toutefois noter :
- Église Saint-Denis : elle est bâtie en rognons de silex, ce qui fait en grande partie son caractère. Son plan comporte une nef unique, un chœur pentagonal et deux chapelles latérales de part et d'autre de l'avant-chœur, avec lequel elles communiquent par des arcades en cintre surbaissé. La nef est certainement d'origine très ancienne, ce que son style ne trahit pas : les fenêtres et les contreforts datent du XVIe siècle, et le portail occidental ainsi que le portail latéral au sud ont été aménagés au XVIIe siècle. Non voûtée, la nef est recouverte par une intéressante charpente en carène renversée du XVIe siècle. Le chœur a été bâti au début du XVIe siècle, et ses murs se caractérisent par une alternance décorative de rognons de silex et de pierres de taille. 
À l'intérieur, le chœur est revêtu de remarquables boiseries de style Louis XVI, dont les médaillons représentent, entre autres, saint Christophe, saint Denis et saint Sébastien. Le retable est surmonté d'une gloire[39],[40].

- Les maisons construites avant le milieu du XIXe siècle sont des longères picardes, souvent orientées nord-sud, avec la porte principale à l'est. Ces maisons comportent souvent des murs en torchis.
- Les maisons postérieures à 1850 conservent la forme de longère picarde jusqu'au milieu du XXe siècle environ, mais l'orientation change et devient le plus souvent ouest-est, avec la porte principale au sud. Le matériau principal devient la brique.
- Maisons plus récentes : Aucune orientation précise, ouverture principale face à la rue, garages semi-enterrés ou enterrés avec ouverture face à la rue, c'est-à-dire face à l'ouest pour moitié des maisons neuves qui en sont donc inondables.

### Personnalités liées à la commune
- Florence Henri (1893-1982), photographe et une peintre suisse morte à Laboissière.

## Pour approfondir